# 6525 Ocastron
A 6525 Ocastron (ideiglenes jelöléssel 1992 SQ2) a Naprendszer kisbolygóövében található aszteroida. J. B. Child és G. Fisch fedezte fel 1992. szeptember 20-án.